# Teatro Calderón (Madrid)
|  | Per a altres significats, vegeu «Teatre Calderón». |

El Teatro Calderón és una sala de teatre de Madrid, ubicada al carrer d'Atocha. El 18 de juny de 1917 es va inaugurar el Teatro Odeón, avui conegut amb el nom de Teatro Calderón. Va ser projectat per l'arquitecte Eduardo Sánchez Eznarriaga. Té una capacitat de més de 1.000 espectadors. Ocupa una part del solar de l'antic convent dels Trinitaris. També va ser conegut com a Teatro del Centro. El 1927 va prendre l'actual nom.

## Estrenes
El compositor cubà Moisés Simons, estrenà en aquest teatre la seva comèdia lírica La niña Mersé (amb lletra d'Antonio Torres del Álamo y Asenjo).